# 염기성 산화물
염기성 산화물(鹽基性酸化物, Basic oxide)은 물과 반응하여 염기를 만들거나, 산과 반응하여 염을 만드는 산화물을 말한다.

## 예
- 산화 나트륨은 물과 반응하여 수산화 나트륨을 만든다.
- 산화 마그네슘은 물과 반응하여 수산화 마그네슘을 만든다.
- 산화 구리(II)는 질산과 반응하여 질산 구리와 물을 만든다.
  - CuO + 2HNO3 → Cu(NO3)2 + H2O

## 같이 보기
- 산화물
- 산성 산화물
- 양쪽성